# Archigargetta albostigmata
Archigargetta albostigmata är en fjärilsart som beskrevs av Rothschild 1917. Archigargetta albostigmata ingår i släktet Archigargetta och familjen tandspinnare. Inga underarter finns listade i Catalogue of Life.